# Амирян, Роберт Паргевович
Ро́берт Парге́вович Амиря́н (арм. Ռոբերտ Պարգևի Ամիրյան; 2 сентября 1928, Вагаршапат — 9 марта 2008, Ереван) — советский и армянский инженер-машиностроитель и государственный деятель. Министр пищевой промышленности Армянской ССР (1985—1986). Председатель Центральной избирательной комиссии Армении (1990—1995). Генеральный директор производственных объединений «Армэлектросвет» (1966—1969), «Армэлектромаш» (1965—1985) и «Армгаз» (1986—1992). Герой Социалистического Труда (1971). Заслуженный инженер Армянской ССР (1965). Лауреат Государственной премии Армянской ССР (1975).

## Биография
Родился 2 сентября 1928 года в городе Вагаршапат Армянской ССР, в семье служащего.
В 1946 году окончил с золотой медалью Ереванскую среднюю школу № 10 имени 26 комиссаров (ныне носит имя Мкртича Хримяна). В том же году поступил на машиностроительный факультет Ереванского политехнического института.
После окончания института по специальности технолога-машиностроителя в 1951 году был направлен на работу в качестве инженера-механика в новосозданный Ереванский электроламповый завод. В 1953 году вступил в КПСС. Вскоре был назначен руководителем отдела механического ремонта, а в 1954 году, в 26-летнем возрасте, — главным инженером завода. В 1959 году утверждён директором Ереванского светотехнического завода. В этой должности работал до 1961 года, когда был назначен директором Ереванского электролампового завода. Там в течение 1964—1965 годов по его инициативе были внедрены поточные линии для производства люминесцентных ламп. В 1965 году за активное участие в деле освоения производства люминесцентных ламп и сооружение корпуса для их производства присвоено звание заслуженного инженера Армянской ССР.
Ещё в 1965 году при его непосредственном участии были начаты подготовительные работы по созданию в Армянской ССР производственного объединения светотехнического профиля. В 1966 году по его инициативе было основано производственное объединение «Армэлектросвет» при Министерстве электротехнической промышленности СССР, он стал генеральным директором ПО. При его руководстве в значительной мере были улучшены технико-экономические показатели; построены корпусы производства люминесцентных ламп, стекла и стекольной шихты; созданы учреждения культурно-бытового обслуживания. В 1966 году за выполнение заданий семилетнего плана с высокими показателями был награждён орденом Трудового Красного Знамени.
С 1968 года совмещал трудовую деятельность с государственной: был назначен председателем планово-бюджетной комиссии Верховного Совета Армянской ССР и занимал эту должность до 1985 года. В 1969 году назначен директором Армянского электромашиностроительного завода «Армэлектрозавод» имени Ленина при Министерстве электротехнической промышленности СССР. Через некоторое время на основе завода было организовано производственное объединение «Армэлектромаш» и Амирян стал его генеральным директором. В годы его руководства ПО «Армэлектромаш» производило более 40 % всех средств передвижной энергетики, используемых в Советском Союзе. Под руководством Амиряна в ПО была создана и внедрена в эксплуатацию специальная военная техника, за что в 1975 году он был удостоен Государственной премии Армянской ССР. Продукция ПО использовалась во многих важных проектах, в частности в цехах ПО изготовляли нестандартное оборудование для Ереванского метрополитена.
Указом Президиума Верховного Совета СССР от 20 апреля 1971 года за выдающиеся успехи, достигнутые в выполнении заданий пятилетнего плана по развитию электротехнической промышленности Роберту Паргевовичу Амиряну было присвоено звание Героя Социалистического Труда с вручением ордена Ленина и золотой медали «Серп и Молот».
В должности генерального директора производственного объединения «Армэлектромаш» Роберт Амирян остался до 1985 года. В том же году он был назначен министром пищевой промышленности Армянской ССР. Через год он стал председателем государственного комитета газификации Армянской ССР, который в дальнейшем был преобразован в производственное объединение «Армгаз» при Совете Министров Армянской ССР и до 1992 года Амирян был генеральным директором ПО. В 1989 году Амирян был включён в состав комиссии по организации «воссоединения Нагорного Карабаха и Армянской ССР». В 1990 году он был назначен председателем Центральной избирательной комиссии Армении, занимал должность и после провозглашения независимости до 1995 года. В 1996—1999 годах Амирян был заместителем министра сельского хозяйства Республики Армения, а в 2000—2007 годах — главным консультантом ОАО «Армэлектромаш».
Роберт Паргевович Амирян избирался членом ЦК КП Армении, делегатом XXIV съезда КПСС и XIII съезда профсоюзов СССР, депутатом Верховного Совета Армянской ССР VII—XII созывов от избирательных округов Неркин Зейтуна № 63, Братства № 9 и Калинина № 7 города Еревана. Был членом планово-бюджетной комиссии Верховного Совета Армянской ССР.
Роберт Паргевович Амирян умер 9 марта 2008 года в Ереване. Похоронен на Нубарашенском кладбище в Ереване.

## Награды
- Герой Социалистического Труда (Указ Президиума Верховного Совета СССР от 20 апреля 1971, орден Ленина и медаль «Серп и Молот») — за выдающиеся успехи, достигнутые в выполнении заданий пятилетнего плана по развитию электротехнической промышленности[11].
- Орден Трудового Красного Знамени (08.08.1966)[11][2].
- Государственная премия Армянской ССР (1975) — за создание и внедрение специальной военной техники[2].
- Заслуженный инженер Армянской ССР (1965)[2].